# جنگل مقدس (در سایه دره مرگ)
چوب مقدس (در سایه دره مرگ) (به انگلیسی: ‎Holy Wood (In the Shadow of the Valley of Death)‎) چهارمین آلبوم گروه راک مریلین منسون است. این آلبوم در ۱۴ نوامبر سال ۲۰۰۰ توسط کمپانی اینترسکوپ رکوردز عرضه شد. آلبوم دارای سه تک‌آهنگ («جوانان یکبار مصرف»، «آواز مبارزه» و «هیچکسان») و یک رمان که منتشر نشد است. چوب مقدس اولین آلبوم مریلین منسن بعد از حادثه مدرسه کلمباین (۲۰ آوریل ۱۹۹۹) است.

## لیست آهنگ‌ها
آ:در سایه
| #  | عنوان             | زمان |
| ۱. | خدای خدا خوار     | ۲:۳۴ |
| ۲. | آواز عشق          | ۳:۱۶ |
| ۳. | آواز مبارزه       | ۲:۵۵ |
| ۴. | جوانان یکبار مصرف | ۳:۰۱ |

## د:دوجنسه
| #  | عنوان                      | زمان |
| ۵. | افراد مورد نظر(نرگس بیحال) | ۴:۱۸ |
| ۶. | رئیس جمهور مرده            | ۳:۱۳ |
| ۷. | در سایه دره مرگ            | ۴:۰۹ |
| ۸. | به صلیب کشیدن در فضا       | ۴:۵۶ |
| ۹. | مکانی در کثافت             | ۳:۳۷ |

## آ:زمین سرخ
| #   | عنوان        | زمان |
| ۱۰. | هیچکسان      | ۳:۳۵ |
| ۱۱. | آواز مزگ     | ۳:۲۹ |
| ۱۲. | عیسی مسیح    | ۴:۳۹ |
| ۱۳. | تولد دوباره  | ۳:۲۰ |
| ۱۴. | سوزاندن پرچم | ۳:۲۱ |

## م:افسرده
| #   | عنوان                                             | زمان |
| ۱۵. | تاریکی اغماء                                      | ۵:۵۸ |
| ۱۶. | روز ولنتاین                                       | ۳:۳۱ |
| ۱۷. | سقوط آدم                                          | ۲:۳۴ |
| ۱۸. | پادشاه قتل ۳۳º                                    | ۲:۱۸ |
| ۱۹. | تا شش بشمار و بمیر(احاطه کردن خلاء فضایی نامحدود) | ۳:۲۴ |

## آهنگ‌های اضافی
| #   | عنوان                       | زمان |
| ۲۰. | هیچکسان (نسخه آکوستیک)      | ۳:۳۵ |
| ۲۱. | حیوانات ماشینی (اجرای زنده) | ۴:۴۱ |